# Nadijiwka (obwód doniecki)
Nadijiwka (ukr. Надіївка, do 2024 Nadeżdynka, ukr. Надеждинка) – osiedle na Ukrainie, w obwodzie donieckim, w rejonie pokrowskim, w hromadzie Pokrowsk. W 2001 liczyło 325 mieszkańców.